# اسپلونکی ۲
اسپلونکی ۲ (انگلیسی: Spelunky 2) یک بازی ویدئویی در سبک سکوبازی است که توسط ماسموث و بلیت‌ورکز توسعه یافته‌است. این بازی دنباله اسپلونکی (۲۰۰۸) است و برای انتشار در سپتامبر ۲۰۲۰ برای مایکروسافت ویندوز و پلی‌استیشن ۴ برنامه‌ریزی شده‌است.